# Cristian Zaccardo
Cristian Zaccardo (Formigine, 1981. december 21. –) olasz labdarúgó, a 2006-os labdarúgó-világbajnokság aranyérmes olasz válogatottjának tagja volt. Posztját tekintve pályafutása során általában hátvéd posztokon szerepelt. Többnyire középhátvédként, de bevethető volt a védelem jobb oldalán is. A Wolfsburgnál töltött időszaka alatt pedig számítottak rá védekező középpályásként is.

## Klubcsapatokban
Az egyik legjobb bolognai utánpótlás játékos volt, Zaccardo 2001-ben debütált az első csapatban. Az akkori edző, Francesco Guidolin irányítása alatt rendszeresen játszott és tagja lett Olaszország U21-es válogatottjának. 2004-ben elhagyta a Bolognát és követte egykori edzőjét Guidolint a Palermóba. Rendszeres kezdő volt, 142 bajnoki mérkőzésen játszott és 8 gólt szerzett. 2008-ban Németországba a VfL Wolfsburghoz szerződött, ahol bajnoki címet nyert a csapattal a 2008-09-es Bundesliga kiírásban. Ám 2009 augusztusában a kevés játéklehetőség miatt visszatért Olaszországba a Parmahoz, ahol ismét Francesco Guidolin lett az edzője. Három és fél szezon alatt 118 bajnokin 10 gólt szerzett. 2013. január 24-én írta alá szerződését az AC Milannal. Az egyezség része volt egy csere, mellyel Dzsamel Meszbah a Parmahoz került. A 2014-es nyári átigazolási időszak vége felé a Parma ismét le akart csapni rá és cserébe felajánlották a Milannak Jonathan Biabianyt. Ám Zaccardo nem volt hajlandó visszatérni korábbi klubjához. 2015. február 1-jén megszerezte első gólját a Milan mezben, pont a Parma ellen aratott 3-1-es hazai győzelem alkalmával. 2015 nyarán lejárt a szerződése az A.C. Milan csapatával és a frissen feljutott Carpi szerezte meg ingyen. A szezon során összesen 27 alkalommal ölthette magára a Carpi mezét, 23 alkalommal csapatkapitányként és egy gólt szerzett. A szezon végén a Carpi azonban kiesett az olasz első osztályból. 2016. augusztus 31-én Zaccardo a szintén másodosztályban szereplő Vicenza csapatához került kölcsönben. A Serie B-ben a 9-es mezszámot viselte. Összesen 25 alkalommal lépett pályára, a Vicenza szezon végén kiesett a másodosztályból. 2017. július 1-jén a Vicenza megszerezte ingyen, de Zaccardo július 14-én már ismét szabadúszóvá vált. Majd 2017. október 4-én a máltai Ħamrun Spartans szerezte meg a játékjogát. Utolsó klubja pedig a San Marinó-i Tre Fiori együttese volt, ahová 2019 januárjában írt alá. 2019 nyarán vonult vissza a profi labdarúgástól.

## Válogatottban
Zaccardo tagja volt Olaszország 16 év alatti csapatának 15 évesen, részt vett az 1998-as U-16-os Európa-bajnokságon Skóciában. A tornán az elődöntőben gólt szerzett, amivel kivívta csapata számára a döntőbe jutást. A fináléban azonban vereséget szenvedtek Írország csapata ellen. 2001-ben tagja volt az olasz U-23-as ezüstérmet szerző csapatnak a Tuniszban tartott Mediterrán Játékokon. 2004-ben az U-21-es Labdarúgó Európa-bajnokságot megnyerte a csapattal Claudio Gentile irányítása alatt. A felnőttek között 2004. november 17-én debütált, amikor Olaszország otthon egy barátságos mérkőzésen 1-0-ra legyőzte Finnországot. A szövetségi kapitány Marcello Lippi volt. Egyre gyakrabban kapott lehetőséget a válogatottban. Első nemzetközi gólját 2005. október 8-án szerezte. Mégpedig a Szlovénia elleni 1-0-s hazai győzelem során Palermóban, a 2006-os Labdarúgó-világbajnokság selejtező mérkőzésén. A győzelemmel Olaszország kijutott a Németországban rendezett világbajnokságra. Zaccardo neve is ott volt a 23 fős listán, amely utazott Németországba. Három mérkőzésen szerepet is kapott, az első két csoportmeccsen kezdőként. Ám az USA elleni meccsen öngólt vétett egy távoli szabadrúgás után, a mérkőzés pedig 1-1-es döntetlennel zárult. Még egyszer kapott lehetőséget, az Ukrajna elleni 3-0-s győztes meccsen a negyeddöntőben. Ott csereként állt be. A hibája után a nemzeti csapatban mellőzötté vált. A torna után Roberto Donadoni vette át a válogatott irányítását. Zaccardo mindössze kétszer kapott meghívót. Utolsó válogatott mérkőzése 2007. október 17-én volt. A Dél-Afrika elleni barátságos mérkőzésen Olaszország 2-0-ra győzött. 2004 és 2007 között összesen 17 alkalommal játszott az Azzurriban, ezeken a meccseken 1 gólt szerzett.

## Statisztika
Utoljára frissítve: 2020. január 30.
| Klub                 | Szezon    | Bajnokság                 | Bajnokság | Bajnokság | Kupa  | Kupa | Nemzetközi | Nemzetközi | Egyéb | Egyéb | Összes | Összes |
| Klub                 | Szezon    | Bajnokság                 | Mérk.     | Gól       | Mérk. | Gól  | Mérk.      | Gól        | Mérk. | Gól   | Mérk.  | Gól    |
| -------------------- | --------- | ------------------------- | --------- | --------- | ----- | ---- | ---------- | ---------- | ----- | ----- | ------ | ------ |
| Spezia (kölcsönben)  | 2000-2001 | Serie C1 - A csoport      | 28        | 0         | 0     | 0    | 2          | 0          | -     | -     | 30     | 0      |
| Spezia (kölcsönben)  | Összesen  | Összesen                  | 28        | 0         | 0     | 0    | 2          | 0          | -     | -     | 30     | 0      |
| Bologna              | 2001–2002 | Serie A                   | 19        | 1         | 2     | 0    | -          | -          | -     | -     | 21     | 1      |
| Bologna              | 2002–2003 | Serie A                   | 32        | 1         | 2     | 0    | 6          | 1          | -     | -     | 40     | 2      |
| Bologna              | 2003–2004 | Serie A                   | 28        | 0         | 2     | 0    | -          | -          | -     | -     | 30     | 0      |
| Bologna              | Összesen  | Összesen                  | 79        | 2         | 6     | 0    | 6          | 1          | -     | -     | 91     | 3      |
| Palermo              | 2004–2005 | Serie A                   | 35        | 2         | 2     | 0    | -          | -          | -     | -     | 37     | 2      |
| Palermo              | 2005–2006 | Serie A                   | 36        | 0         | 4     | 0    | 4          | 0          | -     | -     | 44     | 0      |
| Palermo              | 2006–2007 | Serie A                   | 36        | 5         | 1     | 0    | 5          | 1          | -     | -     | 42     | 6      |
| Palermo              | 2007–2008 | Serie A                   | 35        | 1         | 2     | 0    | 1          | 0          | -     | -     | 38     | 1      |
| Palermo              | Összesen  | Összesen                  | 142       | 8         | 9     | 0    | 10         | 1          | -     | -     | 161    | 9      |
| Wolfsburg            | 2008–2009 | Bundesliga                | 14        | 1         | 3     | 0    | 5          | 1          | -     | -     | 22     | 2      |
| Wolfsburg            | 2009–2010 | Bundesliga                | 1         | 0         | 0     | 0    | 0          | 0          | -     | -     | 1      | 0      |
| Wolfsburg            | Összesen  | Összesen                  | 15        | 1         | 3     | 0    | 5          | 1          | -     | -     | 23     | 2      |
| Parma                | 2009–2010 | Serie A                   | 34        | 5         | 0     | 0    | -          | -          | -     | -     | 34     | 5      |
| Parma                | 2010–2011 | Serie A                   | 34        | 3         | 2     | 0    | -          | -          | -     | -     | 36     | 3      |
| Parma                | 2011–2012 | Serie A                   | 35        | 1         | 2     | 0    | -          | -          | -     | -     | 37     | 1      |
| Parma                | 2012–2013 | Serie A                   | 15        | 1         | 1     | 0    | -          | -          | -     | -     | 16     | 1      |
| Parma                | Összesen  | Összesen                  | 118       | 10        | 5     | 0    | -          | -          | -     | -     | 123    | 10     |
| AC Milan             | 2012–2013 | Serie A                   | 1         | 0         | 0     | 0    | -          | -          | -     | -     | 1      | 0      |
| AC Milan             | 2013–2014 | Serie A                   | 11        | 0         | 1     | 0    | 1          | 0          | -     | -     | 13     | 0      |
| AC Milan             | 2014–2015 | Serie A                   | 3         | 1         | 0     | 0    | -          | -          | -     | -     | 3      | 1      |
| AC Milan             | Összesen  | Összesen                  | 15        | 1         | 1     | 0    | 1          | 0          | -     | -     | 17     | 1      |
| Carpi                | 2015–2016 | Serie A                   | 27        | 1         | 2     | 0    | -          | -          | -     | -     | 29     | 1      |
| Carpi                | Összesen  | Összesen                  | 27        | 1         | 2     | 0    | -          | -          | -     | -     | 29     | 1      |
| Vicenza (kölcsönben) | 2016–2017 | Serie B                   | 25        | 0         | 0     | 0    | -          | -          | -     | -     | 25     | 0      |
| Vicenza (kölcsönben) | Összesen  | Összesen                  | 25        | 0         | 0     | 0    | -          | -          | -     | -     | 25     | 0      |
| Ħamrun Spartans      | 2017–2018 | Premier League            | 15        | 3         | 1     | 0    | -          | -          | -     | -     | 16     | 3      |
| Ħamrun Spartans      | Összesen  | Összesen                  | 15        | 3         | 1     | 0    | -          | -          | -     | -     | 16     | 3      |
| Tre Fiori            | 2018–2019 | Campionato Sammarinese II | 0         | 0         | 0     | 0    | -          | -          | -     | -     | 0      | 0      |
| Tre Fiori            | Összesen  | Összesen                  | 0         | 0         | 0     | 0    | -          | -          | -     | -     | 0      | 0      |
| Összesen             | Összesen  | Összesen                  | 464       | 26        | 27    | 0    | 24         | 3          | -     | -     | 515    | 29     |

## Magánélete
Cristian Zaccardo házasságban él, felesége Alessia Serafini. Két gyerekük van Niccolò Zaccardo és Ginevra Zaccardo. 2008. március 6-án Zaccardo Pollina megye díszpolgára lett Palermóban.

## Érdekességek
Még Bologna játékosként gólt lőtt az Udinesének, de azt nem adták meg, majd Palermóiként is lőtt nekik egyet, de azt sem adták meg neki. 2008. március 8-án akarta megtörni ezt a sorozatot, de nem sikerült gólt szereznie.
A 2007–2008-as szezon végén a Bundesligában szereplő VfL Wolfsburg labdarúgócsapatához igazolt. Az olasz világbajnok 2011-ig kötelezte el magát a német klubhoz, és sajtóinformációk szerint 7 millió euró körül volt a vételára.
2019. augusztus 26-án Zaccardo is szerepelt azon a gálamérkőzésen melyet a csőd után újjá alakuló Palermo aktuális kerete játszott olyan korábbi palermói legendák "ellen" mint Zaccardo, Luca Toni, Giulio Migliaccio, Fabrizio Miccoli vagy Josip Iličić. A mérkőzést 6-0 arányban a Palermo aktuális kerete nyerte a legendákkal szemben, Zaccardo végigjátszotta a mérkőzést.

## Sikerei, díjai

### Klub
- VfL Wolfsburg:
  - Bundesliga: 2008–09

### Válogatott
- Olaszország:
  - Világbajnokság: 2006